# Prace
Prace (em alemão:  Pratze) é uma aldeia e município (obec) no distrito de Brno-Venkov, na região da Morávia do Sul da República Checa. Este município cobre uma área de 4,7 km, e tem uma população de 877 (2006). Sokolnice fica a cerca de 13 km a sudeste de Brno 200 km a sudeste de Praga.